# Operace Lusty
Operace LUSTY (LUftwaffe Secret TechnologY) byla snahou Armádního letectva Spojených států amerických získat německé letecké vědce a inženýry, včetně jejich výzkumů a dokumentace a zejména pak získat a prozkoumat německou leteckou technologii z doby během Druhé světové války a krátce po jejím skončení. Pro získání jaderných a raketových vědců pak byla určena Operace Paperclip.

## Přehled
Během druhé světové války vysílala zpravodajská služba amerického letectva do Evropy špionážní týmy, které měly získat přístup k německým letadlům, technickým a vědeckým zprávám, výzkumným zařízením a zbraním pro účely jejich přesunu a prozkoumání ve Spojených státech. Týmy leteckého technického zpravodajství (Air Technical Intelligence – ATI), vycvičené ve škole technického zpravodajství na letecké základně Wright-Patterson AFB v Ohiu, shromažďovaly německé vybavení, aby se více dozvěděly o technickém vývoji nacistického Německa. Týmy ATI soupeřily s 32 spojeneckými skupinami technického zpravodajství o informace a vybavení získané z míst havárií.
S koncem války se různé zpravodajské týmy, včetně ATI, přeorientovaly z taktického zpravodajství na vyšetřování po skončení bojů. Počet zpravodajských operací tak výrazně narostl.
Dne 22. dubna 1945 USAAF spojilo technické a postvojenské zpravodajské cíle pod divizi Exploitation Division s krycím názvem Lusty. Operace Lusty byla zahájena s cílem využít ukořistěné německé vědecké dokumenty, výzkumná zařízení a letadla.
Operace měla dva týmy:
- Tým jedna pod vedením plukovníka Harolda E. Watsona, bývalého zkušebního pilota základny Wright-Patterson AFB, shromažďoval nepřátelská letadla a zbraně pro další zkoumání v USA.
- Tým dva pod vedením plukovníka Howarda M. McCoye verboval vědce, shromažďoval dokumenty a zkoumal výrobní objekty a továrny.

## Skupina „Watson's Whizzers“
V roce 1944 vypracovali zpravodajští experti na Wright-Patterson AFB Field seznamy pokročilého leteckého vybavení, které by chtěli prozkoumat. Watson a jeho tým, přezdívaný „Watson´s Whizzers“ a složený z pilotů, inženýrů a údržbářů, používali tyto seznamy ke shromažďování letadel. Watson zorganizoval svůj tým do dvou skupin: jedna shromažďovala proudová letadla, zatímco druhá obstarávala letadla s pístovými motory a nelétající proudová a raketová zařízení.
Po válce „Whizzers“ rozšířili tým o zkušební piloty Luftwaffe, jedním z nich byl Hauptmann Heinz Braur. Dne 8. května 1945 Braur přepravil 70 žen, dětí a raněných vojáků na letiště Mnichov-Riem. Po přistání Braura oslovil jeden z Watsonových mužů, který mu dal na výběr: buď půjde do zajateckého tábora, nebo bude létat s „Whizzers“. Braur si vybral druhou možnost. K Whizzers se přidali také tři zaměstnanci Messerschmittu: Karl Baur, hlavní zkušební pilot experimentálních letadel, zkušební pilot Ludwig Hoffman a technický dozorce Gerhard Coulis. Zkušební pilot Herman Kersting se připojil později.
Když se Whizzers podařilo získat devět proudových stíhaček Messerschmitt Me 262 na letišti Lechfeld u Augsburgu, měli tito němečtí zkušební piloti odborné znalosti pro jejich pilotování. Tvrdí se, a částečně to dokládají odtajněné dokumenty, že Whizzers rekrutovali zajatý personál Luftwaffe a piloty držené ve Fort Bliss v Texasu, aby se po Dni vítězství v Evropě vydali do oblastí kontrolovaných Brity, Francouzi a Sověty, odkud měli odletět, ukrýt nebo jinak odvézt do oblastí kontrolovaných USA všechna letadla ze seznamu, tajné zbrojní vybavení a podpůrné dokumenty, a to asi čtyři měsíce před kapitulací Německa.
Watsonovi muži cestovali po Evropě, aby letadla uvedená na seznamech našli. Jakmile je našli, museli je dopravit do Spojených států. V rámci operace Sea Horse jim Britové zapůjčili původně americkou eskortní letadlovou loď HMS Reaper, která byla nejprve uvedena do provozu pro americké námořnictvo jako USS Winjah. Nejperspektivnějším přístavem pro zakotvení letadlové lodi a naložení letadel byl Cherbourg ve Francii.
Whizzers přeletěly s Me 262 a dalšími letouny, včetně Arado Ar 234, z Lechfeldu do Saint Dizier, do Melunu a pak do Cherbourgu na letiště Querqueville, známé také jako ALG A-23C Querqueville. Všechna letadla byla zabalena tak, aby byl chráněna proti „slanému“ vzduchu a počasí na moři, naložena na letadlovou loď a převezena do Spojených států, kde byla vyložena na letišti Newark Army Air Field. Poté je ve svých letových zkušebních střediscích zkoumaly letecké zpravodajské skupiny jak USAAF, jehož letové zkušební středisko se tehdy nacházelo na základně Wilbur Wright Field, tak amerického námořnictva, které mělo své zařízení v Patuxent Naval Air Test Center.
Jeden z Messerschmittů Me 262 byl mechaniky pojmenován „Marge“; piloti jej později přejmenovali na „Lady Jess IV“.

## Likvidace zahraničního vybavení
V roce 1945 byly německé letouny dodané do Spojených států rozděleny mezi námořnictvo a armádní letectvo. Generál Hap Arnold nařídil, aby byl zachován jeden každý typ letadla používaného nepřátelskými silami. Letectvo poslalo své letouny na Wright-Patterson AFB. Když ale tato základna nemohla pojmout další letadla, bylo mnoho z nich posláno na základnu Freeman Field v Seymouru ve státě Indiana. Nakonec sběratelé operace Lusty získali 16 280 položek (o hmotnosti 6 200 tun), které prozkoumali pracovníci zpravodajských služeb, kteří vybrali 2 398 samostatných položek k technické analýze. Identifikací, kontrolou a skladováním ukořistěného zahraničního vybavení se zabývalo 47 pracovníků.
V roce 1946, kdy bylo plánováno uzavření letiště Freeman Field, muselo Velitelství letecké technické služby provést jeho přesun. Větší letouny byly odeslány na Davis-Monthan AFB v Arizoně a stíhací letouny do speciálního skladu v Park Ridge ve státě Illinois (nyní letiště O'Hare), který spadal pod Úřad zpravodajské služby ATSC. Speciální skladiště zabíralo budovy, které firma Douglas Airplane Co. využívala ke stavbě letounů C-54. Letadla byla na těchto dvou místech skladována do doby, než mohla být zlikvidována v souladu s rozkazem generála Arnolda.
Se začátkem korejské války v roce 1950 potřebovalo letectvo skladovací budovy, takže letadla byla přesunuta ven. V roce 1953 byla část letadel přemístěna do objektu, který se později stal známým jako Garberovo restaurátorské zařízení Národního muzea letectví a kosmonautiky v Suitlandu ve státě Maryland, a zbývající letadla byla sešrotována. Je možné, že v rámci Operace Lusty byl z Evropy do depa v Park Ridge převezen jak Američany ukořistěný exemplář čtyřmotorového námořního hlídkového letounu Junkers Ju 290, tak ukořistěný prototyp Heinkelu He 177A-7 (WkNr. 550 256), pozdně válečného vývoje jediného operačního těžkého bombardéru Luftwaffe, aby byly nakonec oba exempláře sešrotovány a pohřbeny pod moderními ranvejemi letiště O'Hare.
Operace Lusty vedla k zachování jediných existujících exemplářů proudového průzkumného/bombardovacího letounu Arado Ar 234 Blitz (WkNr. 140 312), dvoumotorového těžkého stíhače Dornier Do 335 Pfeil (WkNr. 240 102) a jediného, relativně snadno obnovitelného exempláře německého nočního stíhacího letounu Heinkel He 219 Uhu (WkNr. 290 202), stejně jako jediný dochovaný exemplář Junkersu Ju 388, průzkumný model Ju 388L-1 s WkNr. 560 049. Všechny jsou ve sbírce National Air and Space Museum patřící pod Smithsonův institut. Ty jsou buď v současné době restaurovány a vystaveny (v případě Ar 234B a Do 335A, které se jako jediné dochovaly), v procesu restaurování a částečného vystavení (v případě He 219A), nebo stále čekají na restaurování v Garber Facility v Marylandu (v případě Ju 388).
První tři exempláře se nyní nacházejí v leteckém muzeu Steven F. Udvar-Hazy Center (patřící pod National Air and Space Museum) na Dullesově mezinárodním letišti poblíž Washingtonu. Zde je také umístěn hangár Mary Baker Engen Restoration Hangar, nejnovější hlavní restaurátorská dílna National Air and Space Museum.